# Krusbräken
Krusbräken (Cryptogramma crispa) är en växtart i familjen ormbunksväxter.